# 월드 클럽 챌린지

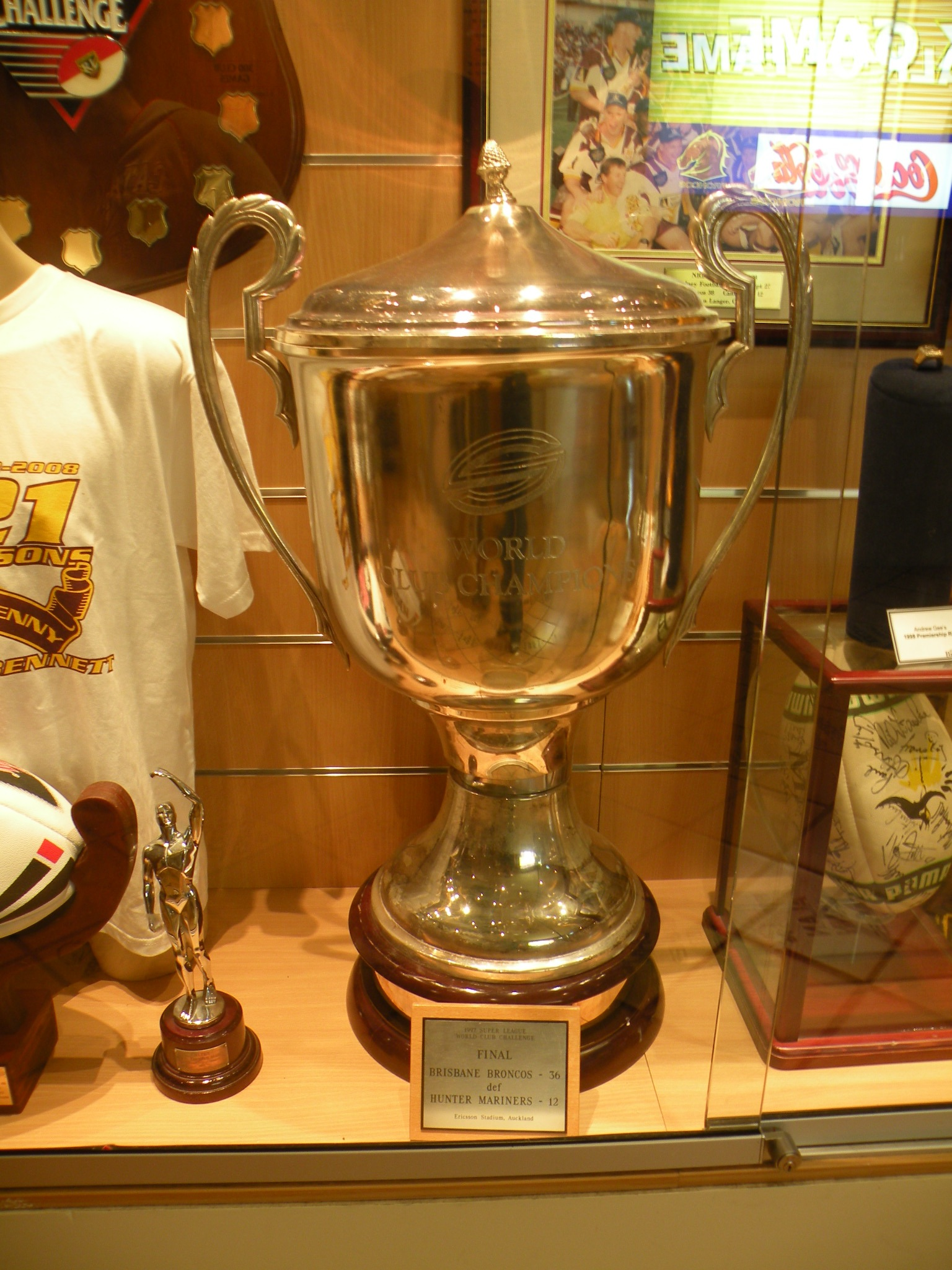

월드 클럽 챌린지(World Club Challenge, Gillette World Club Challenge)은 1976년 시작한 오세아니아의 내셔널 럭비 리그와 유럽의 수퍼 리그 챔피언 간의 럭비 리그 대회이다. 사실상 최고의 프로 럭비 리그 팀을 가리는 대회이며 정식으로 인정 받기 시작한 년도는 1989년이다. 1995년부터 1996년에는 수퍼 리그 전쟁으로 인하여 대회가 중단되었다.